# Wasserwerfer 9000

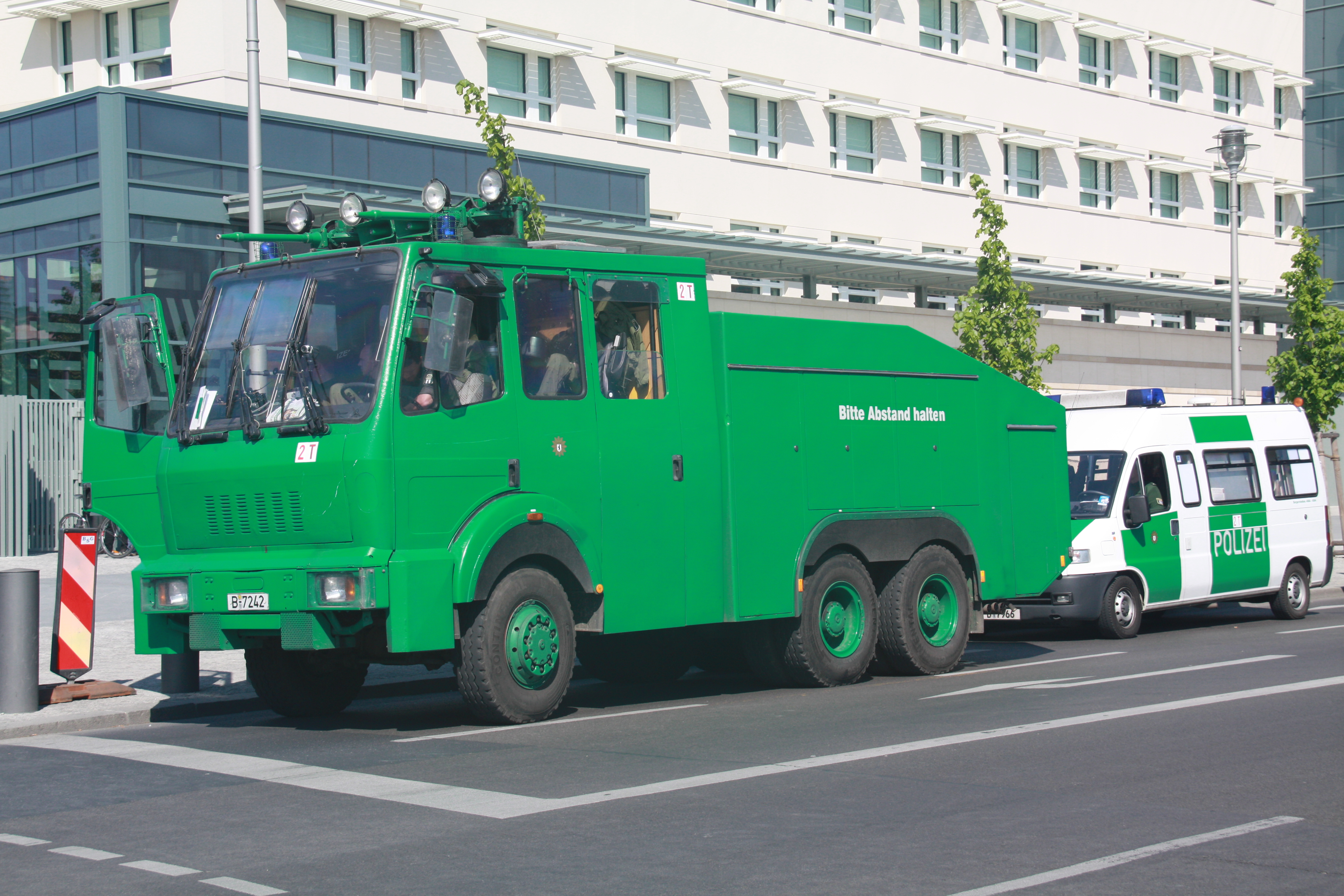
Wasserwerfer 9000 der Berliner Polizei auf Mercedes SK 1-Basis

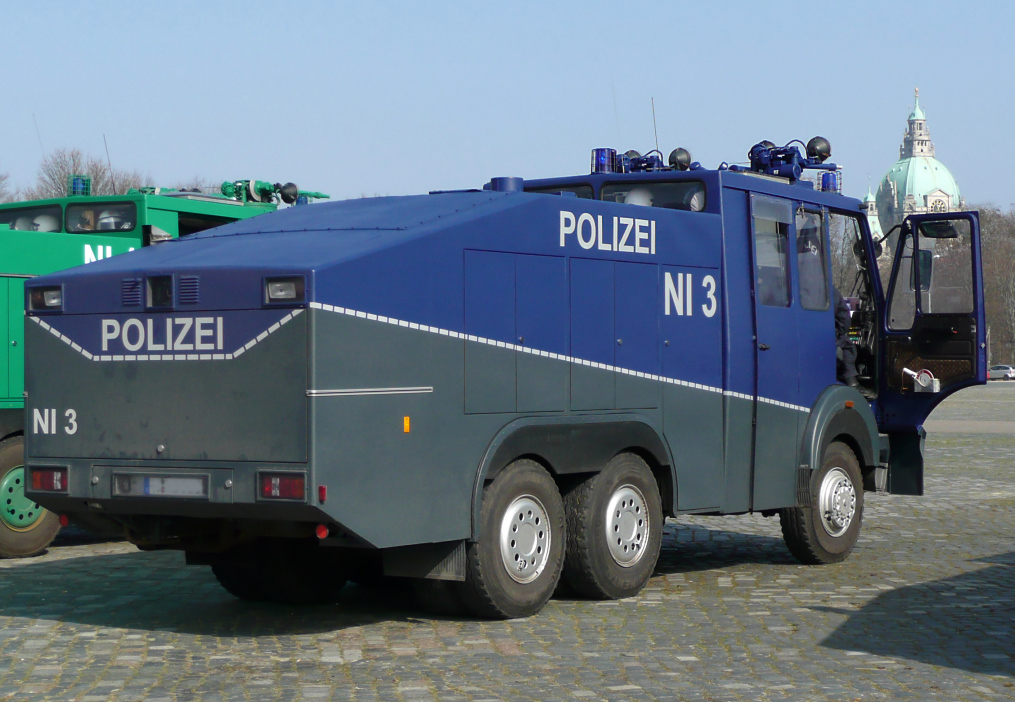
Heckansicht eines Wasserwerfer 9000 der Polizei Niedersachsen in neuer Lackierung, 2012

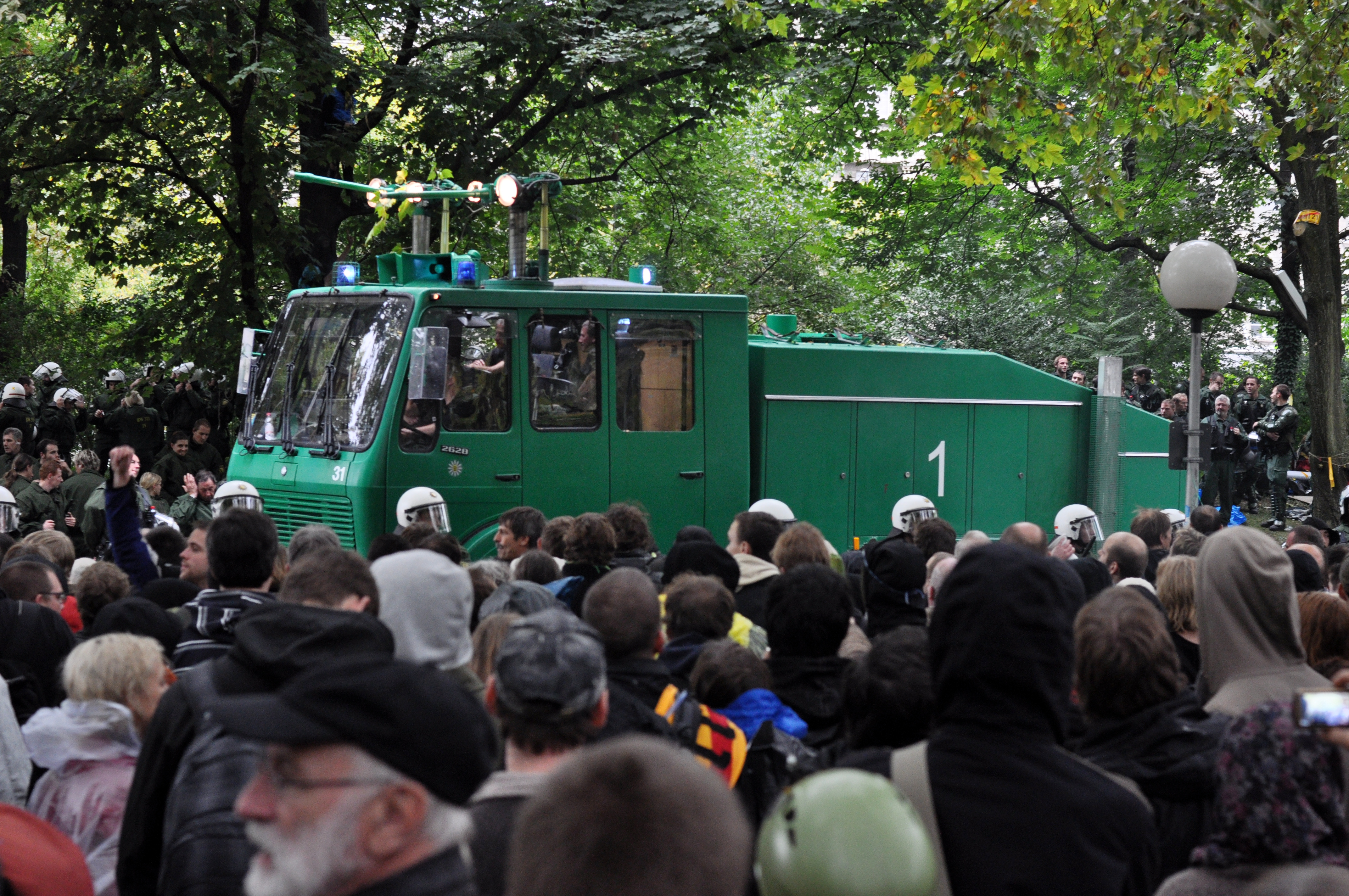
Demonstranten und Wasserwerfer 9000 im Mittleren Schlossgarten Stuttgart, 30. September 2010

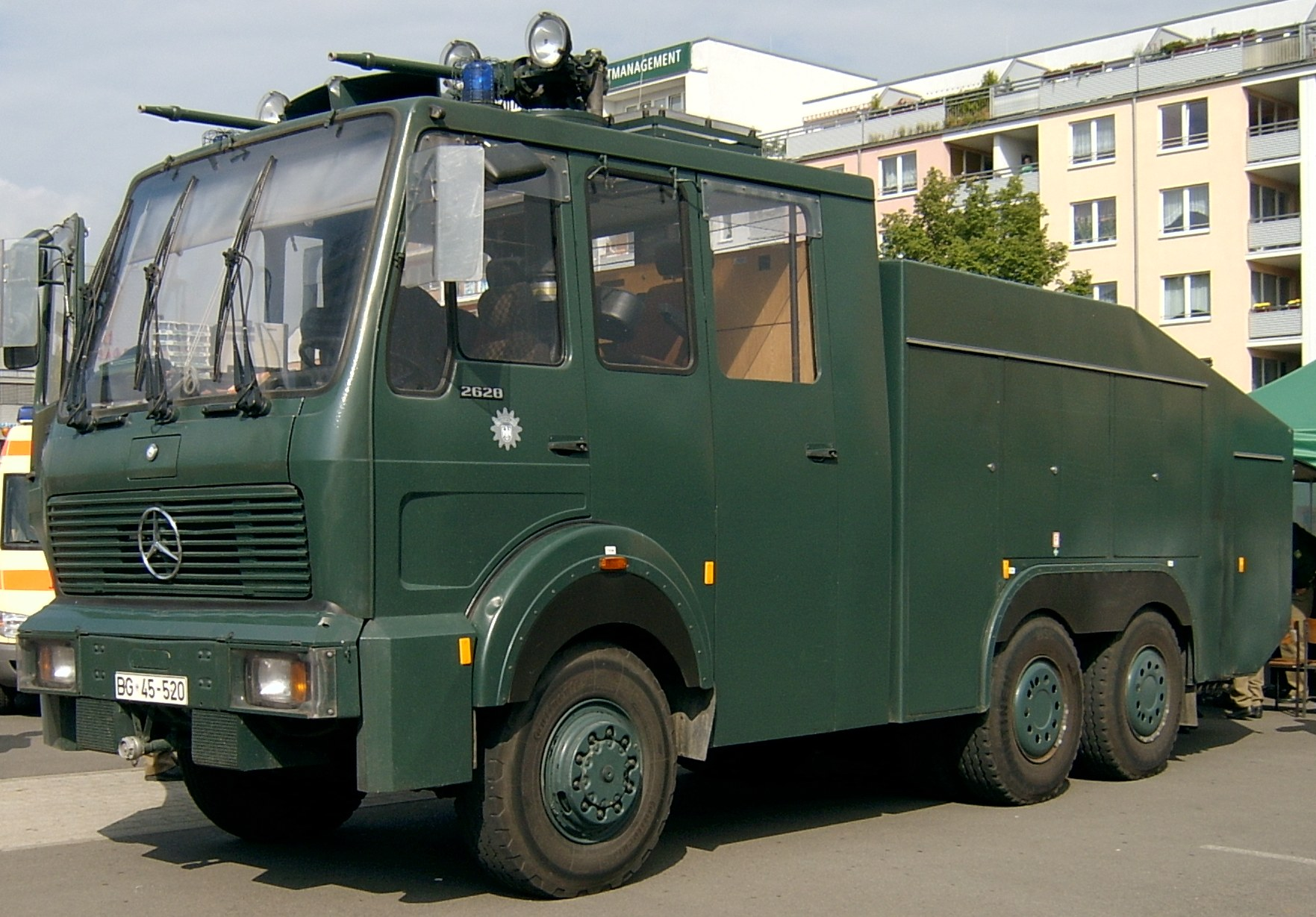
Wasserwerfer 9000 (ältere Mercedes NG-Ausführung), noch mit Bundesgrenzschutz-Kennzeichen und Anstrich, 2006

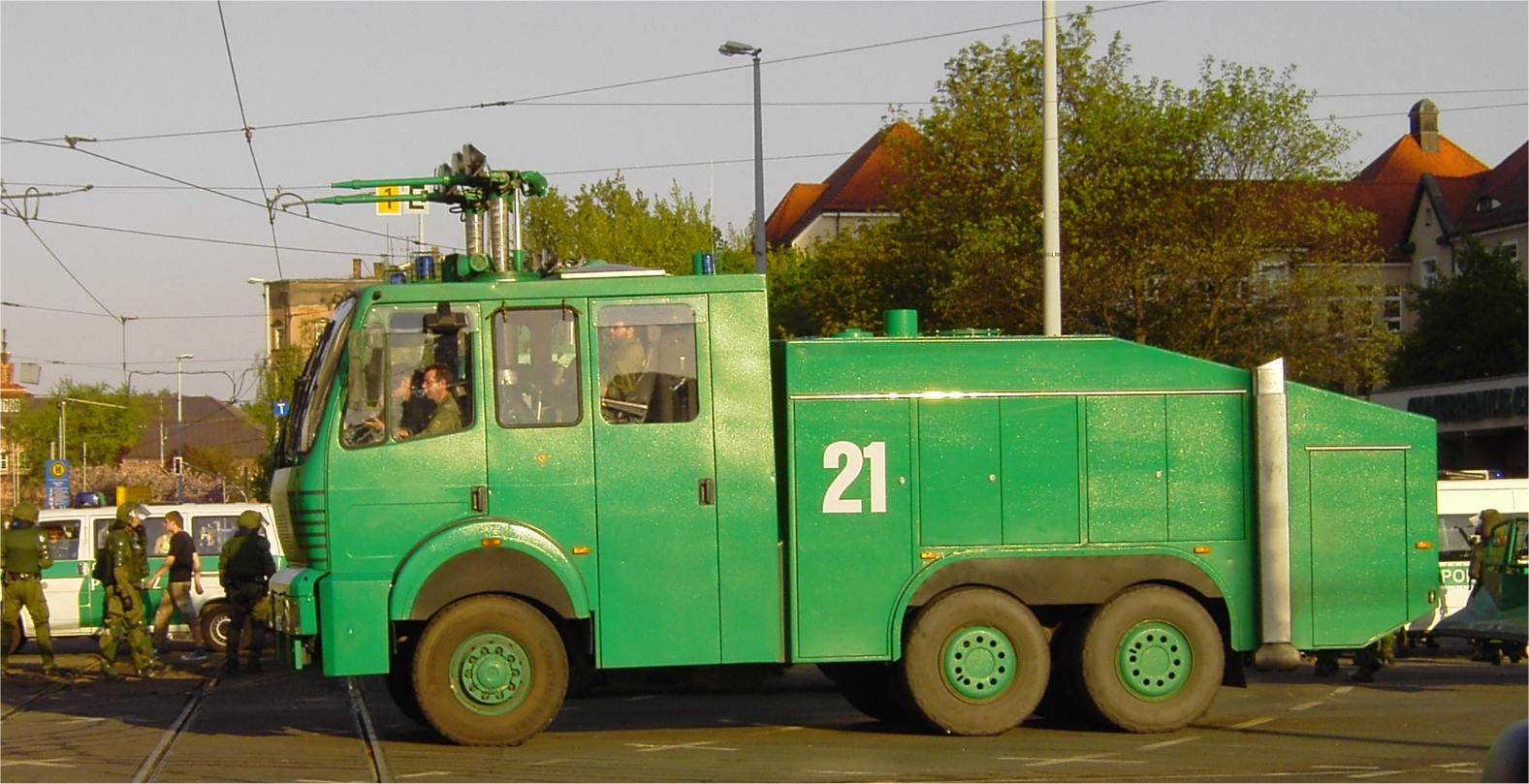
Wasserwerfer 9000 (neuere Mercedes SK 94-Ausführung) auf einer Demonstration in Leipzig, 2005

Der Wasserwerfer 9000 ist als Wasserwerfer ein Polizeieinsatzfahrzeug der Bundespolizei und der Landesbereitschaftspolizeien in Deutschland. Vereinzelt wird dieser Typ auch in der Schweiz verwendet.

## Entwicklung und Geschichte

### Entwicklung
Der Wasserwerfer 9000 (9000 l Tankinhalt, kurz WaWe 9) wurde gegen Ende der 1970er entwickelt und Anfang der 1980er beim deutschen Bundesgrenzschutz in Dienst gestellt, nachdem die Vorgängergenerationen den gestiegenen Einsatzanforderungen nicht mehr gewachsen waren. Die Ausschreitungen wurden gewalttätiger, der Wasservorrat war begrenzt und zunehmend wurden diese Fahrzeuge erstürmt oder außer Gefecht gesetzt. So verfügen die heutigen Fahrzeuge z. B. über eine bruchsichere Polycarbonatverglasung (Lexan), die Gitter überflüssig macht und auch über Reifen mit Notlaufeigenschaften. Mehr Wert wurde auch darauf gelegt, das Fahrzeug gegen Aufklettern oder Einhaken zu schützen, indem Trittflächen, z. B auf der Stoßstange und in den Einstiegen oder Türgriffmulden mit Schutzblechen verkleidet wurden. Die höhere Fahrerkabine ermöglicht eine erhöhte Sitzanordnung der beiden hinteren Rohrführerplätze und damit einen besseren Blick der beiden Werferrohrbediener (Werfer) auf das Einsatzgeschehen. Neben den Werferrohren verfügt der WaWe 9000 auch über eine rundum verbaute Selbstlöschanlage gegen Brandsatzbewurf.

### Einsatz
In Deutschland waren im März 2015 noch 34 von einst 116 Wasserwerfern des Typs WaWe 9000 in den Bundes- und Bereitschaftspolizeiabteilungen stationiert, wobei 6 Fahrzeuge auf die Bundespolizei und 28 auf die Landespolizeien entfielen. Ältere Modelle (WaWe 4000, WaWe 6000) sind nicht mehr oder nur noch zu Ausbildungszwecken im Einsatz. Die WaWe 9000 basieren ausschließlich auf Mercedes-Benz Allradfahrgestellen der Mercedes NG- und später SK-Reihe, der Aufbau erfolgte durch die Firmen Metz (Prototypen) und Ziegler (Serienfertigung) die als Aufbauhersteller hauptsächlich Feuerwehrfahrzeuge ausrüsten. Ein Wasserwerfer kostet heute etwa eine Million Euro.
Sämtliche Führungs- und Einsatzmittel (FEM) der Landesbereitschaftspolizeien, also auch Fahrzeuge, beschafft der Bund. Dies führt dazu, dass diese auch in ihrer Ausrüstung weitgehend einheitlich sind. Die WaWe 9000 sind aufgrund des über zehnjährigen Beschaffungszeitraums und schon allein der Tatsache, dass zwei Generationen als Basisfahrzeug verwendet wurden (Mercedes NG- und später SK-Reihe), unterschiedlich ausgeführt. Auch wurden durch die enge Zusammenarbeit zwischen Aufbauhersteller und Polizei ständig Erfahrungen gesammelt und Verbesserungen an den künftigen Produktionen vorgenommen. Unterschiede gibt es auch in den Motorisierungen: während in der älteren NG-Reihe die Typenreihe 2628 AK mit 206 kW (280 PS) als Serien-Basisfahrzeug diente, gab es in der nachfolgenden SK-Serie zwei Versionen: den 2629 AK mit 210 kW (286 PS) aus dem Zeitraum 1990/91 und den 2634 AK mit 250 kW (340 PS), dessen Lieferung etwa 1994 erfolgte, dem Zeitraum, als Mercedes die SK-Reihe, bekannt unter der Bezeichnung „SK 94“ oder „Deflektor“ überarbeitet hat – bei Serienfahrzeugen erkennbar am neuen Grill und den schrägen Windableitern. Die WaWe der SK-Reihe hatten jedoch nahezu alle einen vollverblendeten Kühler, teils jedoch mit aufgebrachten Streifen. Bei der 94er-Serie lag die Fahrerkabine etwas höher, als bei den anderen Modellen, so dass der Aufkletterschutz über der Stoßstange noch eine senkrechte Kante aufweist und die Schutzlappen über den Vorderrädern tiefer angeschnitten sind. Im Vergleich der beiden rechts abgebildeten Modelle (BGS-WaWe der NG-Reihe, darunter neuer SK 94) ist dies gut erkennbar. Die Kabine liegt bei dieser 94er-Serie deshalb höher, weil der auf dem Zylinderblock des V6-Motors (Typ OM 441 LA) befindliche Turbolader entsprechend mehr Platz nach oben benötigt. Die SK-Modelle von 1991 hatten einen nicht aufgeladenen V8 (OM 442 mit 210 kW/286 PS), dessen Block zuvor auch schon in der NG-Serie verwendet wurde.
Für die Schweiz wurden nach dem Produktionsende der SK-Reihe im Jahr 1996 auch Wasserwerfer 9000 auf Basis des Nachfolgemodells Mercedes-Benz Actros geliefert. Die Wasserwerfer sind sonst weitgehend technisch unverändert geblieben. Die deutschen Polizeibehörden besitzen keine Wasserwerfer 9000 aus der Actros-Reihe oder von anderen Fahrzeugherstellern. Das Unternehmen Ziegler hat auf der Grundlage des WaWe 9000 einen neuen Typ Wasserwerfer unter der Bezeichnung PSV 9000 entwickelt, der über eine integrierte, sondergeschützte Kabine verfügt. Fahrzeuge dieses Typs werden u. a. in der Schweiz und in Belgien eingesetzt.

## Betrieb
Für den Betrieb des WaWe 9000 ist eine Besatzung von mindestens vier Beamten erforderlich:
- Kommandant für die Truppführung, Freigabe der Werferanlage, Lautsprecherdurchsurchsagen an Teilnehmer etc.
- Kraftfahrer zur Führung des Fahrzeugs
- je ein Beamter für die Bedienung eines der beiden Dachwerfer (Werfer 1 + 2)

Ein fünfter Platz steht auf dem vorderen Mittelsitz für Beobachter, Lotsen etc. zur Verfügung.
Ein Maschinist wird im Gegensatz zu den Vorgängerserien des WaWe 9000 nicht mehr benötigt, da der im Heck befindliche Pumpenmotor vom Platz des Kommandanten aus bedient wird. Durch diesen separaten Pumpenmotor kann die Wasserabgabe unabhängig vom Fahrzustand erfolgen und ist nicht wie beim Nebenabtrieb an die Drehzahl des Fahrmotors gekoppelt.
Mussten in den Vorgängermodellen WaWe 4000 und WaWe 6000 die Werferrohre durch Muskelkraft bedient werden, erfolgt dies im WaWe 9000 durch Joystick-Bedienung. Die Werferrohre fahren auf Knopfdruck aus, die beiden Rohrführersitze drehen sich dabei immer synchron zur Position der Werferrohre. Die Bedienung der Werfer erfolgt jedoch manuell, automatisierte Programme, Kameras an den Strahlrohren, Zielvorrichtungen o. ä. sind nicht vorhanden, so dass eine gezielte Wasserabgabe nur nach Gefühl oder Erfahrung möglich ist. Neben den beiden Dachwerfern verfügen die Fahrzeuge auch über ein Heckstrahlrohr, welches der Kommandant von vorn bedient und über ein rückwärtiges Kamerabild einsehen kann. Diese drei Wenderohre sind, bzw. waren im Ablieferungszustand als sogenannte Vollstrahlrohre ausgebildet, sind also – im Gegensatz zum Nachfolgemodell WaWe 10 – nicht in der Lage, andere Strahlbilder als einen Vollstrahl zu erzeugen. Nach Einführung des Nachfolgemodells gab es vereinzelte Umbauten eines der beiden Rohre am Fahrzeugdach auf Hohlstrahltechnik, womit sich Barrikadenbrände z. B. leichter löschen lassen.
Der Wasservorrat kann über einen Sauganschluss aus öffentlichen Gewässern oder B-Schläuche (z. B. über Hydranten) aufgenommen werden. Für Feuerlöschaufgaben sind ebenfalls Schlauchanschlüsse vorhanden, auch führen die Fahrzeuge entsprechende Löscharmaturen mit. Gegen Keimbildung muss das aufgenommene Wasser kontrolliert und durch die Zugabe von Chlor reingehalten werden.
Im Einsatz werden nach Möglichkeit mehrere Wasserwerfer zusammengefasst und Reservefahrzeuge vorgehalten, die sukzessive beim Aufbrauchen des Vorrats ausgetauscht werden. Auch ist für jeden Wasserwerfer ein zweiter Wasserwerfertrupp vorgesehen. Der Einsatz wird oft durch Sicherungskräfte und einen gepanzerten Räumwagen (Sonderwagen, Polizeijargon: Sowa 4) begleitet. Zugeordnet sind diese Fahrzeuge oft den Wasserwerferstaffeln (WaWeSt, bzw. WaWe/SW-Zügen), welche den Technischen Einsatzeinheiten (TEE) der jeweiligen Bereitschafts- oder Bundespolizeiabteilung unterstehen.

## Technische Daten
| Abmessungen (L×B×H)    | 8,5 × 2,5 × 3,65 m/4,15 m *                                                       |
| Motoren                | Mercedes-Benz OM 442 mit ca. 206 kW (V8) bzw. OM 441 LA (V6) mit 250 kW (ab 1994) |
| vmax                   | 109 km/h                                                                          |
| Kraftstofftank         | 300 Liter Diesel                                                                  |
| Gesamtmasse            | 26,3 t (mit gefülltem Wassertank)                                                 |
| Wassertank             | 9000 Liter                                                                        |
| Pumpenmotor            | 6 Zylinder, 124 kW                                                                |
| Feuerlöschkreiselpumpe | 2200 Liter/Min bei 15 bar                                                         |
| Wurfweite              | 65 Meter                                                                          |

(* Höhe bei ein- bzw. ausgefahrenen Werferrohren. Geringe, bauartbedingte Höhenunterschiede)

## Bilder

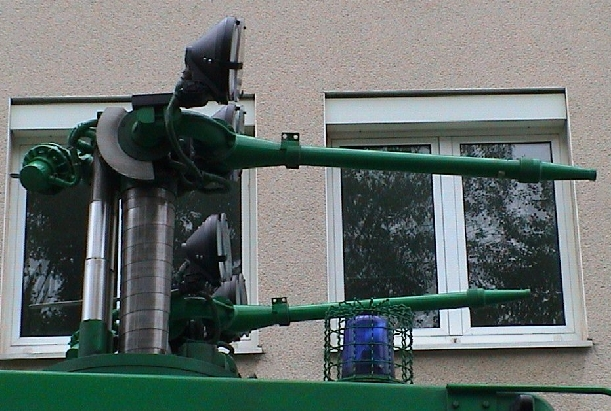
Ausgefahrene Dachwerfer des WaWe 9000
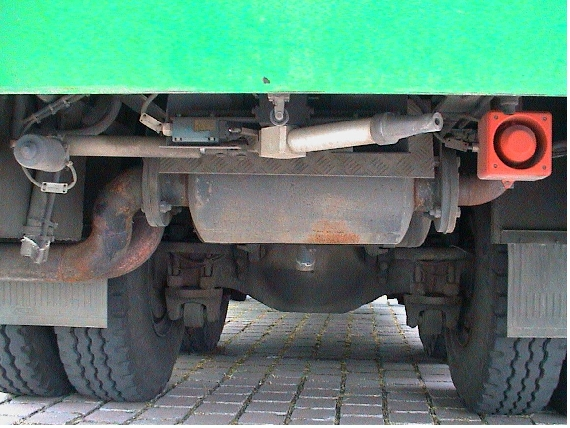
Heckwerfer und Rückfahrsignalhorn des WaWe 9000
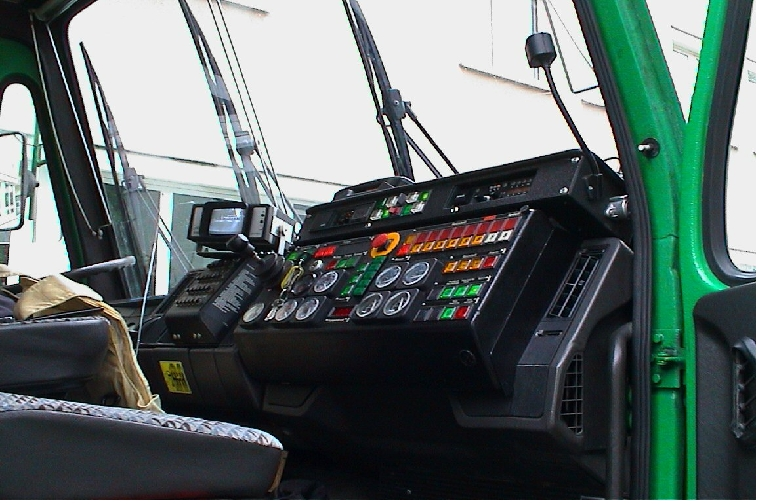
Bedienerpult des WaWe-Kommandanten

## Zukunft
Eines der inzwischen bald 40 Jahre alten Fahrzeuge konnte im 1. Deutschen Polizeioldtimer-Museum erhalten werden. Viele sind schon stillgelegt oder an Freiwillige Feuerwehren verkauft worden und werden nach und nach durch ein von Rosenbauer International gefertigtes Modell, den WaWe 10000 ersetzt. Ausgesonderte Polizeifahrzeuge, damit auch Wasserwerfer können in der Regel über Behördenauktionen von Jedermann erworben werden, allerdings sind diese dann „abgerüstet“, d. h. sämtliche Werfer- und Polizeitechnik ist ausgebaut. Ein solcher Wasserwerfer wurde zu einem Expeditions-Wohnmobil umgebaut.
2009 wurde zunächst für die Bundespolizei ein Prototyp vorgestellt. Inzwischen haben mehrere Abteilungen von Bundes- und Landesbereitschaftspolizei die ersten Fahrzeuge erhalten.
Drei gebrauchte Wasserwerfer 9000 wurden 2014 an Greater London verkauft. Aufgrund technischer und nicht zuletzt politischer Hürden kamen diese nie zum Einsatz und wurden Ende 2018 zur Verschrottung verkauft.